# Fußballclub (DDR)

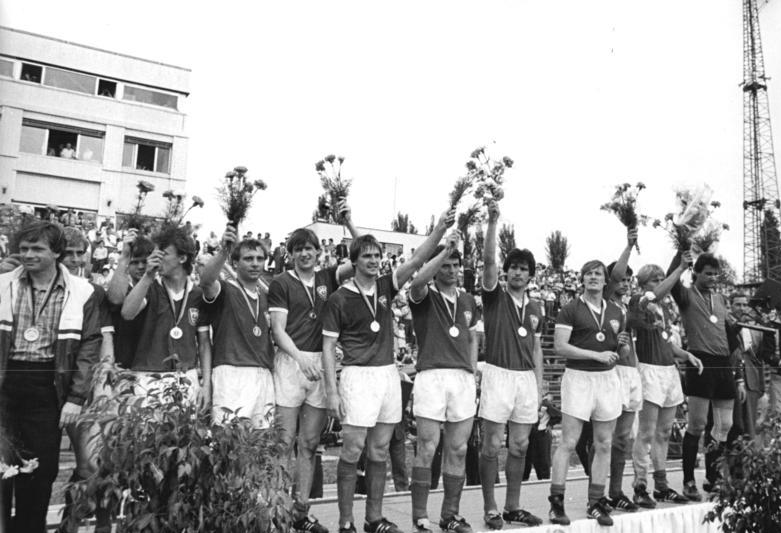
DDR-Rekordmeister BFC Dynamo nach seinem sechsten Titelgewinn (1984).

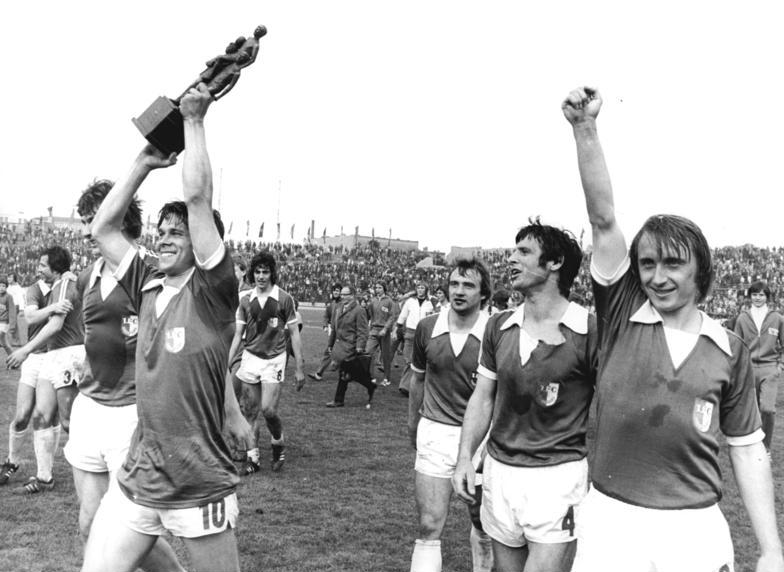
Rekord-FDGB-Pokal-Sieger 1. FC Magdeburg beim fünften Titelgewinn (1978). Im Bild Jürgen Sparwasser mit der Trophäe, rechts daneben Detlef Raugust, Wolfgang Seguin und Joachim Streich.

Logo des FC Vorwärts Frankfurt (Oder) nach der „Delegierung“ 1971 bis 1989.

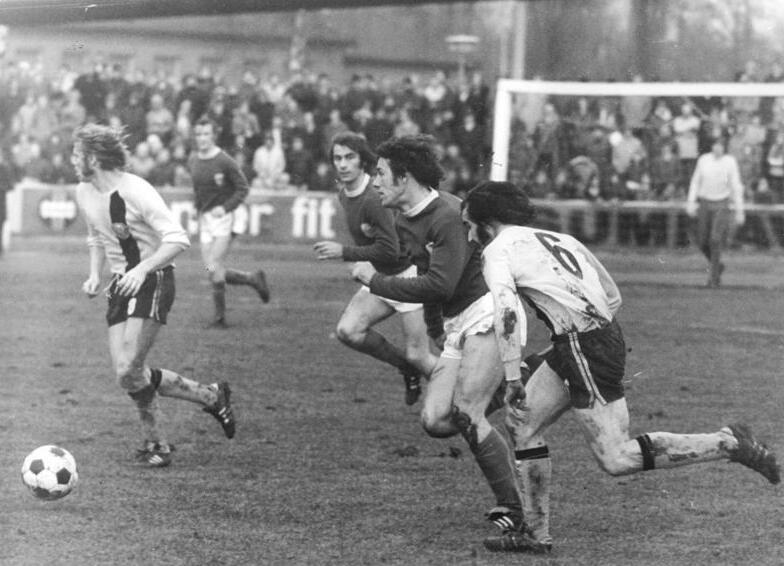
DDR-Oberliga-Punktspiel zwischen dem FC Carl Zeiss Jena und Dynamo Dresden (1974). Im Bild Gerd Weber, Harald Irmscher, Eberhard Vogel und Reinhard Häfner (v. l.).

Ein Fußballclub war im DDR-Fußball ein speziell geförderter, leistungssportlich orientierter Verein. Die zehn Fußballclubs der DDR bestanden in dieser Form von 1965/66 bis 1990, bereits seit 1953 gibt es zudem die ab den späten 1960er Jahren ähnlich einem Fußballclub geförderte SG Dynamo Dresden.

## Allgemeines
Seit Einführung der Sportclubs ab Mitte der 1950er Jahre dominierten deren Fußballsektionen weitgehend den Spielbetrieb der Fußball-Oberliga. Infolge eines Beschlusses von DTSB-Funktionären erhielt der Fußball Ende 1965 eine Sonderstellung im Leistungssportsystem der DDR mit dem Ziel, das Niveau der Oberliga weiter zu heben und den Spitzenfußball gezielter zu fördern. Aus sämtlichen Sportclubs wurden die Fußballsektionen herausgelöst. Zehn Sektionen wurden zu Fußballclubs bestimmt und erhielten damit im Dezember 1965 bzw. im Januar 1966 den Status eines eigenständigen Sportclubs speziell für die Sportart Fußball.
Bis auf den FC Carl Zeiss Jena (Bezirk Gera) waren alle in Bezirkshauptstädten bzw. in Ost-Berlin angesiedelt. Vorgesehen war maximal ein Fußballclub pro Bezirk, wobei Berlin eine Ausnahme bildete. Neben den beiden vom Ministerium für Staatssicherheit bzw. der Nationalen Volksarmee gelenkten Clubs BFC Dynamo und FC Vorwärts entstand dort als ziviles Gegengewicht mit dem 1. FC Union ein dritter Fußballclub. Dies ist insofern bemerkenswert, als dass eigentlich nur die stärksten Fußballsektionen für eine Fußballclub-Bildung in Frage kamen, Union-Vorläufer TSC Berlin war zu dem Zeitpunkt jedoch nur Zweitligist. Sechs weitere, teilweise höherklassige Sportclubs verloren hingegen ihre Fußballsektionen, die an Betriebssportgemeinschaften angegliedert wurden. Keine Fußballclubs gab es in den sechs Bezirken Schwerin, Neubrandenburg, Potsdam, Cottbus, Suhl und Dresden.
Eine Sonderstellung nimmt die SG Dynamo Dresden ein. Sie war dem Namen nach während der SED-Diktatur nie ein Fußballclub, sondern eine Sportgemeinschaft der Sportvereinigung Dynamo. Gegründet am 12. April 1953, erlangte sie 1968 per Beschluss des DTSB-Bezirksvorstands den Status als Fußball-Leistungszentrum für den Bezirk Dresden. Damit kam ihr eine besondere Förderung zu, die jener der zweieinhalb Jahre zuvor gebildeten Fußballclubs glich. Eine weitere Besonderheit stellt der FC Vorwärts dar. Dieser von der Armeesportvereinigung Vorwärts getragene Fußballclub spielte von 1966 bis 1971 als FC Vorwärts Berlin in Ost-Berlin. Dann wurde er im Zusammenhang mit dem Umzug des ASK Vorwärts Berlin nach Frankfurt (Oder) ebenfalls in diese Bezirkshauptstadt „delegiert“ und trat fortan unter der Bezeichnung FC Vorwärts Frankfurt (Oder) an.
Die Förderung der Sportclubs bzw. der Fußballclubs als alleinige Leistungszentren führte, mit der Umsetzung des DFV-Fußballbeschlusses von 1970, zu einer politisch gewollten Zwei-Klassen-Gesellschaft in der Fußball-Oberliga: Die erheblich geförderten und unter weitgehend professionellen Bedingungen arbeitenden Clubs dominierten den Spielbetrieb in jeder Hinsicht. Die besten Betriebssportgemeinschaften (BSG) dienten dagegen nur als Reservoir an talentierten Nachwuchsspielern, die später zu den großen Fußballclubs „delegiert“ wurden. Die Spielertransfers wurden nach der in der DDR typischen Verfahrensweise nicht mit Geld getätigt, sondern im Zuge der Leistungskonzentration und mit sportpolitisch begründeter Notwendigkeit abgewickelt. Nach 1954 wurde deshalb nur einmal eine BSG-Mannschaft DDR-Fußballmeister: im Jahr 1964 die BSG Chemie Leipzig, welche jedoch im Vorjahr aus Spielern zweier aufgelöster Sportclubs zusammengestellt worden war. Von 1968 bis 1991 standen dagegen immer Fußballclubs auf den ersten drei Plätzen der Oberliga-Tabelle. Eine vergleichbare Situation bestand auch in der Handball-Oberliga der DDR, wo die zuletzt fünf Sportclubs die Meisterschaft gegenüber den BSGen dominierten.
Im Zuge der Wende erlangten die Fußballclubs 1990 den Status eingetragener Vereine. Fünf von ihnen – Union, Erfurt, Jena, Magdeburg und Rostock – wurden nach der Wende nicht umbenannt. Die anderen fünf Fußballclubs gaben sich neue Namen. Der HFC strich die Bezeichnung „Chemie“, der BFC Dynamo wurde zum FC Berlin und Vorwärts Frankfurt hieß ab 1991 zunächst FC Victoria 91 Frankfurt (Oder) und ab 1992 Frankfurter FC Viktoria 91. Im Fall des FCK wurde die neue Namensgebung nicht zuletzt wegen der Rückbenennung der Stadt Karl-Marx-Stadt in Chemnitz notwendig, weshalb sich der Verein dann Chemnitzer FC nannte. Der 1. FC Lok Leipzig ging 1991 im Gesamtverein VfB Leipzig auf. Später nahm der FC Berlin wieder seinen früheren Namen BFC Dynamo an; gleiches gilt für die zwischenzeitlich in 1. FC Dynamo Dresden umbenannte SG Dynamo Dresden. Seit 2003 gibt es durch Neugründung auch wieder einen 1. FC Lokomotive Leipzig. Sieben der elf ehemaligen Fußball-Leistungszentren – Union, Dresden, Jena, Leipzig, Magdeburg, Rostock und BFC – führen zudem noch bzw. wieder ihre Vereinslogos aus der DDR-Zeit.

## Liste der DDR-Fußballclubs
Legende:
- Logo: Zeigt das Logo des Fußballclubs.
- Name: Nennt den Namen des Fußballclubs.
- Gründungstag: Nennt den Gründungstag des Fußballclubs.
- Logo des Sportclubs: Zeigt das Logo des Sportclubs, aus dessen Fußballsektion sich der Fußballclub bildete.
- Sportclub: Nennt den Namen des Sportclubs, aus dessen Fußballsektion sich der Fußballclub bildete.
- Heutiges Vereinslogo: Zeigt das aktuelle Logo des Nachfolgevereins des Fußballclubs.
- Heutiger Name: Nennt den aktuellen Namen des Nachfolgevereins des Fußballclubs.

| Logo | Name                     | Gründungstag      | Logo des Sportclubs | Sportclub           | Heutiges Vereinslogo | Heutiger Name            |
| ---- | ------------------------ | ----------------- | ------------------- | ------------------- | -------------------- | ------------------------ |
|      | BFC Dynamo               | 15. Januar 1966   |                     | SC Dynamo Berlin    |                      | BFC Dynamo               |
|      | 1. FC Union Berlin       | 20. Januar 1966   |                     | TSC Berlin          |                      | 1. FC Union Berlin       |
|      | FC Vorwärts Berlin       | 18. Januar 1966   |                     | ASK Vorwärts Berlin |                      | 1. FC Frankfurt          |
|      | SG Dynamo Dresden        | 12. April 1953    |                     | SG Dynamo Dresden   |                      | SG Dynamo Dresden        |
|      | FC Rot-Weiß Erfurt       | 26. Januar 1966   |                     | SC Turbine Erfurt   |                      | FC Rot-Weiß Erfurt       |
|      | Hallescher FC Chemie     | 26. Januar 1966   |                     | SC Chemie Halle     |                      | Hallescher FC            |
|      | FC Carl Zeiss Jena       | 20. Januar 1966   |                     | SC Motor Jena       |                      | FC Carl Zeiss Jena       |
|      | FC Karl-Marx-Stadt       | 15. Januar 1966   |                     | SC Karl-Marx-Stadt  |                      | Chemnitzer FC            |
|      | 1. FC Lokomotive Leipzig | 20. Januar 1966   |                     | SC Leipzig          |                      | 1. FC Lokomotive Leipzig |
|      | 1. FC Magdeburg          | 22. Dezember 1965 |                     | SC Magdeburg        |                      | 1. FC Magdeburg          |
|      | F.C. Hansa Rostock       | 28. Dezember 1965 |                     | SC Empor Rostock    |                      | F.C. Hansa Rostock       |